# Crenicichla ploegi
Crenicichla ploegi es una especie de pez cíclido de agua dulce que integra el género Crenicichla. Habita en ambientes tropicales en el centro de América del Sur.

## Taxonomía
Crenicichla ploegi fue descrita para la ciencia en el año 2018, por los ictiólogos Henrique Rosa Varella, Marina Vianna Loeb, Flávio César Thadeo de Lima y Sven Oscar Kullander.

## Características
Relaciones filogenéticas
Crenicichla ploegi pertenece al «grupo de especies Crenicichla saxatilis». Dentro del contexto de las especies de dicho grupo, la presencia en C. ploegi de notables marcas oscuras en la corona y de una prominente banda mediolateral en el cuerpo, son hipótesis de características pedomórficas, conservadas desde condiciones juveniles.
Rasgos diagnósticos
Es posible distinguir a Crenicichla ploegi de todas las demás especies del grupo C. saxatilis por la presencia, en los ejemplares adultos, de vermiculaciones y manchas oscuras en el hocico, el área interorbital y en la parte superior de la cabeza (frente a ausencia de marcas oscuras o presentes apenas en edad juvenil, en las restantes especies) y por la presencia de una ancha banda lateral fuertemente pigmentada, presente tanto en los juveniles como en los adultos, la que ocupa un ancho de 4 a 6 filas de escamas horizontales (contra un banda lateral más angosta, la que ocupa solo 2 o 3 filas de escamas horizontales y solo es conspicua en los juveniles, desvaneciéndose o estando ausente en especímenes adultos, en las restantes especies).

## Distribución geográfica
Esta especie es un endemismo del estado de Mato Grosso, en el centro de Brasil. Se distribuye en los ríos Jauru superior, Cabacal superior y Sepotuba superior, los que son afluentes de la alta cuenca del río Paraguay, perteneciente a la cuenca del Paraná, integrante a su vez de la cuenca del Plata; dicha hoya hidrográfica vuelca sus aguas en el océano Atlántico Sudoccidental por intermedio del Río de la Plata.
También habita en la cuenca del río Juruena, en el propio Juruena y en los ríos Papagaio, do Sangue y Arinos. El río Juruena vuelca sus aguas en el río Tapajós, el cual es el principal afluente por la margen derecha del río Amazonas.